# Donald Jacoby
Donald Jacoby é um ex-patinador artístico americano, que competiu na dança no gelo. Com Andree Anderson ele conquistou uma medalha de prata e uma de bronze em campeonatos mundiais, uma medalha de prata no Campeonato Norte-Americano e foi bicampeão do campeonato nacional americano.

## Principais resultados

### Com Andree Anderson
| Resultados                                            | Resultados       | Resultados        | Resultados       | Resultados    | Resultados    | Resultados    | Resultados    | Resultados    | Resultados    | Resultados    | Resultados    | Resultados    | Resultados    | Resultados    | Resultados    |  |
| Internacional                                         | Internacional    | Internacional     | Internacional    | Internacional | Internacional | Internacional | Internacional | Internacional | Internacional | Internacional | Internacional | Internacional | Internacional | Internacional | Internacional |  |
| Evento/Temporada                                      | 1956– 1957       | 1957– 1958        | 1958– 1959       |               |               |               |               |               |               |               |               |               |               |               |               |  |
| ----------------------------------------------------- | ---------------- | ----------------- | ---------------- | ------------- | ------------- | ------------- | ------------- | ------------- | ------------- | ------------- | ------------- | ------------- | ------------- | ------------- | ------------- |  |
| Campeonato Mundial                                    |                  | Medalha de bronze | Medalha de prata |               |               |               |               |               |               |               |               |               |               |               |               |  |
| Campeonato Norte-Americano                            |                  |                   | Medalha de prata |               |               |               |               |               |               |               |               |               |               |               |               |  |
| Nacional                                              |                  |                   |                  |               |               |               |               |               |               |               |               |               |               |               |               |  |
| Campeonato dos Estados Unidos                         | Medalha de prata | Medalha de ouro   | Medalha de ouro  |               |               |               |               |               |               |               |               |               |               |               |               |  |
|                                                       |                  |                   |                  |               |               |               |               |               |               |               |               |               |               |               |               |  |
| Legenda: Competição não foi disputada nesta temporada |                  |                   |                  |               |               |               |               |               |               |               |               |               |               |               |               |  |

### Com Virginia Hoyns
| Resultados                                            | Resultados       | Resultados    | Resultados       | Resultados    | Resultados    | Resultados    | Resultados    | Resultados    | Resultados    | Resultados    | Resultados    | Resultados    | Resultados    | Resultados    | Resultados    |  |
| Internacional                                         | Internacional    | Internacional | Internacional    | Internacional | Internacional | Internacional | Internacional | Internacional | Internacional | Internacional | Internacional | Internacional | Internacional | Internacional | Internacional |  |
| Evento/Temporada                                      | 1950– 1951       | 1951– 1952    | 1952– 1953       |               |               |               |               |               |               |               |               |               |               |               |               |  |
| ----------------------------------------------------- | ---------------- | ------------- | ---------------- | ------------- | ------------- | ------------- | ------------- | ------------- | ------------- | ------------- | ------------- | ------------- | ------------- | ------------- | ------------- |  |
| Campeonato Mundial                                    |                  |               | 5.º              |               |               |               |               |               |               |               |               |               |               |               |               |  |
| Campeonato Norte-Americano                            |                  |               | Medalha de prata |               |               |               |               |               |               |               |               |               |               |               |               |  |
| Nacional                                              |                  |               |                  |               |               |               |               |               |               |               |               |               |               |               |               |  |
| Campeonato dos Estados Unidos                         | Medalha de prata |               | Medalha de prata |               |               |               |               |               |               |               |               |               |               |               |               |  |
|                                                       |                  |               |                  |               |               |               |               |               |               |               |               |               |               |               |               |  |
| Legenda: Competição não foi disputada nesta temporada |                  |               |                  |               |               |               |               |               |               |               |               |               |               |               |               |  |